# 追龍III：唐人街
《追龍3：唐人街》是一部2022年香港動作犯罪片，由王晶执导。 2021年3月，導演王晶接受採訪透露電影於2021年3月開拍，演員方面暫定古天樂和甄子丹加盟。

## 劇情簡介
1963年紐約唐人街，中華總會拒絕與意大利黑幫合作毒品生意，總會長準女婿陳紹棠被設計入獄。7年後，阿棠歸來，唐人街與意大利人早己利益交錯。橫空出世的福州幫藉機掃清兩大幫派，而福州幫老大原來正是阿棠。

## 外部連結
- 豆瓣电影上《追龍III：唐人街》的資料 （简体中文）